# ものスタ
『ものスタ』（ものすた）は、テレビ東京（関東ローカル）で、2009年3月30日から平日の朝に放送されている生活情報番組。2012年3月30日までは『ものスタMOVE』という番組名で放送されていた。なお、祝日は後続番組「ニュースモーニングサテライト」が放送休止のため、放送休止枠を延長し、原則45分繰り下げとなる（『ものスタMOVE』時代は原則休止であったが、場合によっては祝日でも通常通り放送することがあった。詳しくは備考を参照）。本項では、『ものスタ』の週末版である『ものスタサタデー』・『ものスタサンデー』（後述）についてもあわせて述べる。

## 概要

### ものスタMOVE
「動いている」（「MOVE」）街・人・モノに焦点を当て、生活に密着した新しい情報・トレンドを獲得していき、視聴者の生活を豊かにする番組として2009年3月30日放送開始。
番組前半は出演者のリポート「Today's feature」（今日の特集）を放送。番組の後半は、「てれとマート」（テレビ東京ダイレクト）のショッピングコーナーとなっている。
番組開始当初は終了までCMが入らなかった時期もあったが、現在は途中でCMが入るようになっている。
画面上にその日の関東地区の天気概況（降水確率、紫外線情報、洗濯情報も含まれる）がループ表示されるが、テレビショッピング放送時からエンディングまで表示されない。
台風や地震などの大型災害の場合はL字型画面になる。重大事件による報道特別番組での休止は一度もなかったが、2011年3月11日午後に発生した東北地方太平洋沖地震（東日本大震災）の際には休止措置を執った（詳細は備考を参照）。
2010年3月26日放送分までは出演者紹介時の際、各リポーターの名前のみ表示されていたが、同年3月29日より各リポーターの経歴が名前と共に紹介されるようになった。2010年7月5日放送分から16:9のレターボックス放送になる。
2011年2月28日放送分からスタジオのセットがリニューアルされ、同時に各リポーターの紹介も経歴のほかに出身地が追加された。出演者の挨拶は番組開始から2011年3月14日までは特集コーナーの1パート目終了後に行われていたが、翌日からは冒頭から行うようになった。
スタッフのほとんどは姉妹番組にあたる「7スタBratch!」（2010年10月4日 - 2011年9月30日）及び『7スタLIVE』（2011年10月3日放送開始）と共通している。
2011年10月3日から開始時間が4分繰り上がって8:00 - 8:52となり、ステーションブレイクなしでオープニングの挨拶から始まる形となった。さらにショッピングコーナーの開始も従来より早まり、8:29頃開始となった。なお、終了時刻は8:50:20となっていた。

### 放送枠移動、『ものスタ』へ
2012年春の改編で、2012年4月2日から8:25 - 9:21枠に韓国ドラマの『善徳女王』（韓流プレミア枠）が放送されることになったため、『ものスタMOVE』は2012年3月30日放送分をもって終了（8:56 - 9:27枠で放送されている『Mプラス 9』も同日で終了）。加えて長尾美幸、宮崎留実、北條愁子のリポーター3名も降板となった。
同年4月3日から、番組名を『ものスタ』に変更し、月曜 - 金曜5時台に移動。出演者も辻昌子と吉田眞の2名のみとなり、通販番組としてリニューアルし、『ものスタMOVE』時代の生放送から録画放送に変更となった。なお、生活情報は『7スタLIVE』に移行して継続する。
2013年4月から、毎週土曜4:50 - 5:45に『ものスタサタデー』、毎週日曜5:15 - 5:45に『ものスタサンデー』という『ものスタ』の週末版が放送されることになった。これらは前番組同様、祝日でも通常通り放送される。
2018年9月現在における祝日の放送は、6時台における単発番組の放送の有無によって変わり、単発番組を放送する場合は5:00 - 6:00の60分枠で、単発番組を放送しない場合は5:30 - 7:00の90分枠でそれぞれ放送される。

### ものスタ BS
『ものスタ』の日曜版がBSテレ東で、毎週日曜日 5:30 - 7:00 放送中。

### 変遷
| 期間       | 期間       | 放送時間（日本時間）  | 放送時間（日本時間）  | 放送時間（日本時間）  | 放送時間（日本時間）  | 放送時間（日本時間）  |
| 期間       | 期間       | 月曜                  | 火曜                  | 水曜 - 金曜           | 土曜                  | 日曜                  |
| ---------- | ---------- | --------------------- | --------------------- | --------------------- | --------------------- | --------------------- |
| 2009.03.30 | 2011.09.30 | 08:04 - 08:56（52分） | 08:04 - 08:56（52分） | 08:04 - 08:56（52分） | （放送無し）          | （放送無し）          |
| 2011.10.03 | 2012.03.30 | 08:00 - 08:52（52分） | 08:00 - 08:52（52分） | 08:00 - 08:52（52分） | （放送無し）          | （放送無し）          |
| 2012.04.02 | 2013.03.30 | 05:10 - 05:45（35分） | 04:55 - 05:45（50分） | 04:55 - 05:45（50分） | 04:50 - 05:45（55分） | （放送無し）          |
| 2013.04.01 | 2014.05.04 | 05:10 - 05:45（35分） | 04:55 - 05:45（50分） | 04:55 - 05:45（50分） | 04:50 - 05:45（55分） | 05:15 - 05:45（30分） |
| 2013.04.01 | 2014.05.04 | 05:10 - 05:45（35分） | 04:55 - 05:45（50分） | 04:55 - 05:45（50分） | 04:50 - 05:45（55分） | 05:15 - 05:50（35分） |
| 2014.05.05 | 2015.09.30 | （放送無し）          | 04:55 - 05:45（50分） | 04:55 - 05:45（50分） | 04:50 - 05:45（55分） | 05:15 - 05:50（35分） |
| 2015.10.01 | 2016.04.01 | （放送無し）          | 04:55 - 05:45（50分） | 04:25 - 05:45（80分） | 04:50 - 05:45（55分） | 05:15 - 05:50（35分） |
| 2016.04.02 | 現在       | 05:10 - 05:45（35分） | 04:23 - 05:45（82分） | 04:23 - 05:45（82分） | 04:23 - 05:45（82分） | 05:15 - 05:20（05分） |

## 出演者

### 現在
MC
- 吉田眞（パックンマックン）（2011年2月28日 -） - 番組唯一の男性出演者。元「7スタBratch!」ナレーター兼金曜日レギュラー。[注 13]群馬県出身
- 乾貴美子（2015年3月30日 -）
- 乱一世（『ものスタMOVE』では特集コーナーのナレーションも兼任）

ショッピングコーナー担当（商品アドバイザー。不定期出演）
- ベガス味岡（不定期でリポーターを務めることもある。番組のエンディングテーマを担当したこともあった）
- 明山直未（不定期でリポーターを担当。現在は『7スタBratch!』メインMC→『7スタLIVE』ショッピングコーナー担当）
- 高橋利果（不定期でリポーターを務めることがある）
- 滝沢エリ（不定期でリポーターを務めることがある）
- 滝川なち（不定期でリポーターを務めることがある）
- 藤岡勉（オフィス・コロッセオ所属。過去にプライムショッピングにも出演）
- 濱野有（元 濱野皮革工藝代表取締役社長、現 株式会社ワンステップ取締役社長）
- 上原潤（日本宝石センター代表取締役社長）・他
  - この他にも、梓みちよや兵藤ゆきが商品アドバイザーとして出演することがある（自身がプロデュースした商品（兵藤は女性用下着、梓はバッグ）が取り上げられることが多かった）。

### 過去の出演者
リポーター
（全員主婦タレントである。☆印はゲスト・リポーターから昇格）
- 堀内由香（2009年3月30日 - 2010年3月26日） - MC兼任。元信越放送アナウンサー
- 寺西瑞紀（2009年3月30日 - 2010年3月26日） - 元瀬戸内海放送契約アナウンサー、元日産ミス・フェアレディ（現：日産PRスペシャリスト）
- 山内乃理子（2009年3月30日 - 2010年10月1日） - MC兼任。CMモデル。現在は「7スタBratch!」メインMC→『7スタLIVE』ショッピングコーナー担当
- 諸永彰子（2009年3月30日 - 2011年2月25日） - MC兼任[注 13]。フリーアナウンサー。元日産PRスペシャリスト。産休[注 14]のため降板。2011年8月15日 - 8月19日に期間限定リポーターとして出演。[注 15]福岡県出身
- 桑原希（2010年4月2日 - 2010年7月2日、7月16日、8月6日、金曜日専属レギュラー[注 16]） - フリーアナウンサー。元QVCジャパンショッピング・ナビゲーター
- ☆中嶋みさ（2011年4月1日 - 2011年9月30日、隔週出演[3]） - フリーアナウンサー。現在は『7スタLIVE』リポーター。東京都出身
- ☆松田京子（2011年4月15日 - 2011年9月16日、隔週出演） - 元テレビ東京「朝はビタミン!」金曜日担当リポーター。現在は『7スタLIVE』リポーター。高知県出身
- 長尾美幸（2010年3月29日 - 2012年3月30日） - 気象予報士。東京都出身
- ☆宮崎留実（2010年10月4日 - 2012年3月30日） - 元奈良テレビ放送アナウンサー。元「朝まるJUST」（千葉テレビ放送）キャスター。大阪府出身
- 北條愁子（2011年2月28日 - 2012年3月30日） - 元テレビ金沢、元テレビユー福島アナウンサー。岩手県出身
- 辻昌子（2009年3月30日 - 2015年3月27日[注 17]） - フリーアナウンサー。元テレビ東京「お天気パラダイス」、「もっと素敵に!」レギュラー。元日本テレビ「キャッチ」キャスター。神奈川県出身

ナレーター

### ゲスト･リポーター
『ものスタMOVE』では毎年8月にリポーター各1名が夏休みで欠席する措置を執っていた。レギュラーが5人体制の2009年8月と堀内由香が欠席した2010年2月は、スタジオに残った4人で番組を進行したが、2010年以降の8月は1名が欠席したリポーターの代役で出演している。2010年8月に金曜日専属レギュラーの桑原希が降板して完全4人体制になってからは毎週金曜日に限り、1名が出演していた。2011年2月に諸永彰子が降板、北條愁子と吉田眞が加入し、5人体制が復活したが、吉田がMC専任のため、金曜日のゲスト・リポーターはそのまま継続されていた。これまでにベガス味岡や明山直未といったショッピングコーナーの商品アドバイザー、フリーアナウンサーや情報番組のリポーター経験があるタレントが務めることがあったが、2011年4月から半年間、松田京子と中嶋みさが隔週で出演していたため、起用頻度が低くなっていた。
2011年10月からのリニューアル前の半年間はリポーターのうちの1人が週2回（曜日は不問）特集のリポートも担当することになったが、時々ゲスト・リポーターが登場することもあった。
ゲスト・リポーター一覧
- 宮崎留実（2010年8月2日 - 8月6日[注 19]、9月17日、10月1日[注 20]）
- 松田京子（2010年8月9日 - 8月13日[注 15]、10月22日、11月19日、12月3日、12月10日、2011年1月28日、3月4日、9月8日 - 9月9日[注 21]）
- 中嶋みさ（2011年1月21日、2月18日、3月11日、9月5日 - 9月7日[注 21]）
- ベガス味岡（2010年7月9日[注 22]、8月13日、11月12日、2011年4月22日、7月15日、7月22日、9月2日、10月21日）
- 明山直未（2010年7月23日[注 22]、8月16日 - 8月20日[注 23]、2011年7月1日、8月22日 - 8月26日 [注 24]、8月29日 - 9月2日[注 25][注 26][注 27]）
- 高橋利果（2010年8月20日、9月10日）
- 滝沢エリ（2010年8月27日、10月29日、2011年2月24日[注 28]）
- 滝川なち（2010年9月3日、10月8日、12月17日）
- 最所千加子（元ニッポン放送『TOYOTA 飛び出せ街かど天気予報』晴れ晴れキャスターズ。2010年7月30日[注 22]）
- 湯本久美（スカパー!Jリーグ中継リポーター、元「カラオケトライアル」（千葉テレビ）ナレーター。2010年8月23日 - 8月27日[注 24]）
- 猪野又紀子（元伊豆急ケーブルネットワークアナウンサー。元ショップチャンネルキャスト。[注 29]2011年2月4日）
- 石井宏子（温泉ソムリエ。2011年3月25日[注 30]）
- 保阪尚希（俳優。2011年8月5日）
- 諸永彰子（当番組元リポーター。2011年8月15日 - 8月19日）

## BGM
1980年代に流行した洋楽のヒット曲が使われている。
ものスタMOVE
- オープニング（内容紹介） - ヴァン・ヘイレン『JUMP』
- 出演者紹介時（特集1パート目終了後） - ワム!『Wake Me Up Before You Go Go 』
- 特集終了後 - クール&ザ・ギャング『ジョアンナ（Joanna）』
- テレビショッピング開始時 - ボーイズ・タウン・ギャング『君の瞳に恋してる』

※2011年3月15日放送は後述する震災関連のニュース放送後に特集コーナーのみの放送だったため、内容紹介とエンディングを除いて華美な音楽に差し替えた。
ものスタ
- 出演者挨拶 - ケニー・ロギンス『フットルース』

## エンディングテーマ
ものスタMOVE
- さわち美欧/パトリック・ヌジェ『しあわせのうた』（2009年3月30日 - 2009年7月）
- Spanish Connection『Close to the Sun』（2009年7月 - 2009年9月）
- ベガスターズ[注 31]『POWER』（2009年10月 - 2010年7月23日）
- 音速ライン『空になる』（2010年7月26日 - 2010年10月1日）
- アンダーグラフ『スカイホール』（2010年10月4日 - 2011年9月30日）
- BLUE BIRD BEACH『夏恋2011 ～キミはもういない～』（2011年10月3日 - 2011年12月22日）
- 円堂守（竹内順子）、染岡竜吾（加瀬康之）『あの樹の下に集まろう!』（2012年1月5日 - 2012年3月30日）

ものスタ
- さわち美欧/パトリック・ヌジェ『しあわせのうた』（2012年4月3日 - ）

| 歌手名/ユニット名                       | 曲名                          | 使用期間                       | 備考                                      |
| --------------------------------------- | ----------------------------- | ------------------------------ | ----------------------------------------- |
| さわち美欧/パトリック・ヌジェ           | しあわせのうた                | 2009年3月30日 - 2009年7月      |                                           |
| Spanish Connection                      | Close to the Sun              | 2009年7月 - 2009年9月          |                                           |
| ベガスターズ                            | POWER                         | 2009年10月 - 2010年7月23日     |                                           |
| 音速ライン                              | 空になる                      | 2010年7月26日 - 2010年10月1日  |                                           |
| アンダーグラフ                          | スカイホール                  | 2010年10月4日 - 2011年9月30日  |                                           |
| BLUE BIRD BEACH                         | 夏恋2011 ～キミはもういない～ | 2011年10月3日 - 2011年12月22日 |                                           |
| 円堂守（竹内順子）/染岡竜吾（加瀬康之） | あの樹の下に集まろう!         | 2012年1月5日 - 2012年3月30日   | ここまでは「ものスタMOVE」午前8時台放送期 |
| さわち美欧/パトリック・ヌジェ           | しあわせのうた                | 2012年4月3日 - 現在            | ここからは「ものスタ」午前5時台放送期     |

## スペシャル番組
- 2010年2月27日16:00 - 16:55に『ものスタMOVEサタデースペシャル』を放送。内容は過去に番組内のテレビショッピング枠で紹介し、好評だった商品を再度紹介する企画であった。

## 備考
- 2009年12月23日放送分は祝日（天皇誕生日）だったが通常通り放送（クリスマスにちなんだ特集）。2010年[注 32]と2011年の同日は祝日編成のため休止。
- 2010年7月12日は2010 FIFAワールドカップ・ハイライトを7:30 - 9:27に放送[注 33]のため、翌週の7月19日は祝日（海の日）編成[注 34]のため、2週続けて月曜日の放送が休止となった。
- 2011年3月14日放送は東日本大震災の情報をL字画面にしながら通常通り放送した。[注 35]が、同年3月15日放送は冒頭での出演者の挨拶の後、約15分間にわたり地震関連のニュース（東京電力福島第一原子力発電所事故および計画停電情報）[注 36]を放送。特集コーナーのみの放送となった[注 37]同年3月16日から3月18日までは地震関連のニュースを8:26まで放送した後、『ネイチャーランド』を代替放送したため、休止した。[4]
- 2011年4月12日放送は8:08頃に緊急地震速報が表示され、放送を一時中断。スタジオの様子を映した後、放送を再開した。
- 2011年6月27日放送のショッピングコーナーではコンパクト冷風扇を紹介したが、別撮りVTRではなく、出演者全員が生で実演した。冷風扇の実践VTRに北條の夫である渡辺康幸（早稲田大学競走部駅伝監督）とその長男が出演した。[注 38]
- 2011年8月5日放送では俳優の保阪尚希がゲスト出演し、自身が勧めるおいしい店のリポートも担当した。リポートに同行したのは宮崎留実。
- 2011年8月17日放送では元バドミントン選手の陣内貴美子が夏のエクササイズ特集、2012年2月8日放送では習い事特集にそれぞれVTR出演。両日ともスタジオにも登場した。
- 年内最終放送は2009年は12月25日、2010年は12月24日、2011年は12月22日、2012年は12月28日に、年始初回放送は2010年、2011年、2013年は1月4日、2012年は1月5日[注 39]にそれぞれ放送。
- 2012年4月30日は振替休日であるが、5:55 - 6:30 に放送。[注 40]月曜以外で祝休日の場合も通常より45分繰り下げの措置を執る。
- 2012年12月7日・11日 - 13日は政見放送のため、いずれも5:23 - 5:45の短縮放送となった。14日は政見放送の枠確保するも、枠返上となったが、通常通りの4:55 - 5:45で放送されず、5:23 - 5:45の短縮放送となった。
- 2014年2月4日 - 6日は政見放送（各日とも4:08 - 5:45）のため、いずれも放送休止となるも、7日は4:08から拡大版を放送。